# Подтип (биология)
В классификации организмов, подтип (лат. subphylum) — это промежуточный таксономический ранг, используемый в зоологии. В таксономической иерархии он находится между типом и классом. Эквивалентом подтипу в биологии является подраздел.
Например: 
Позвоночные — это подтип типа Хордовые.

## Примеры
Не все типы организмов подразделяются на подтипы. Подтипы имеют:
- членистоногие (Trilobitomorpha, Chelicerata, Myriapoda, Hexapoda и Crustacea)
- плеченогие (Linguiliformea, Craniformea и Rhychonelliformea)
- хордовые (Tunicata, Cephalochordata, Vertebrata)

## В ботанике
В ботанике подтип заменяется подотделом, например:
- Хвощевидные — подотдел отдела Папоротниковиные.